# Systoechus
Systoechus är ett släkte av tvåvingar. Systoechus ingår i familjen svävflugor.

## Bildgalleri

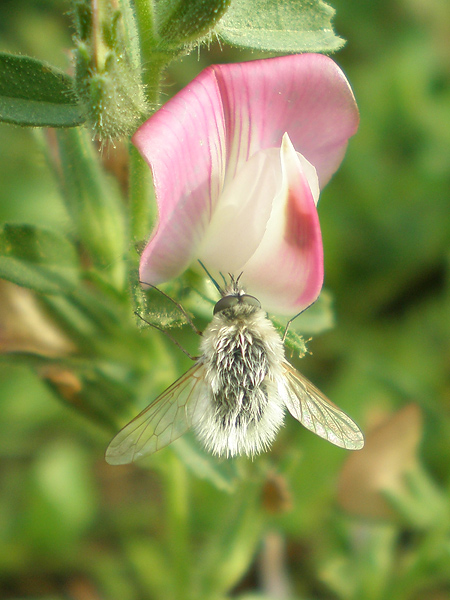
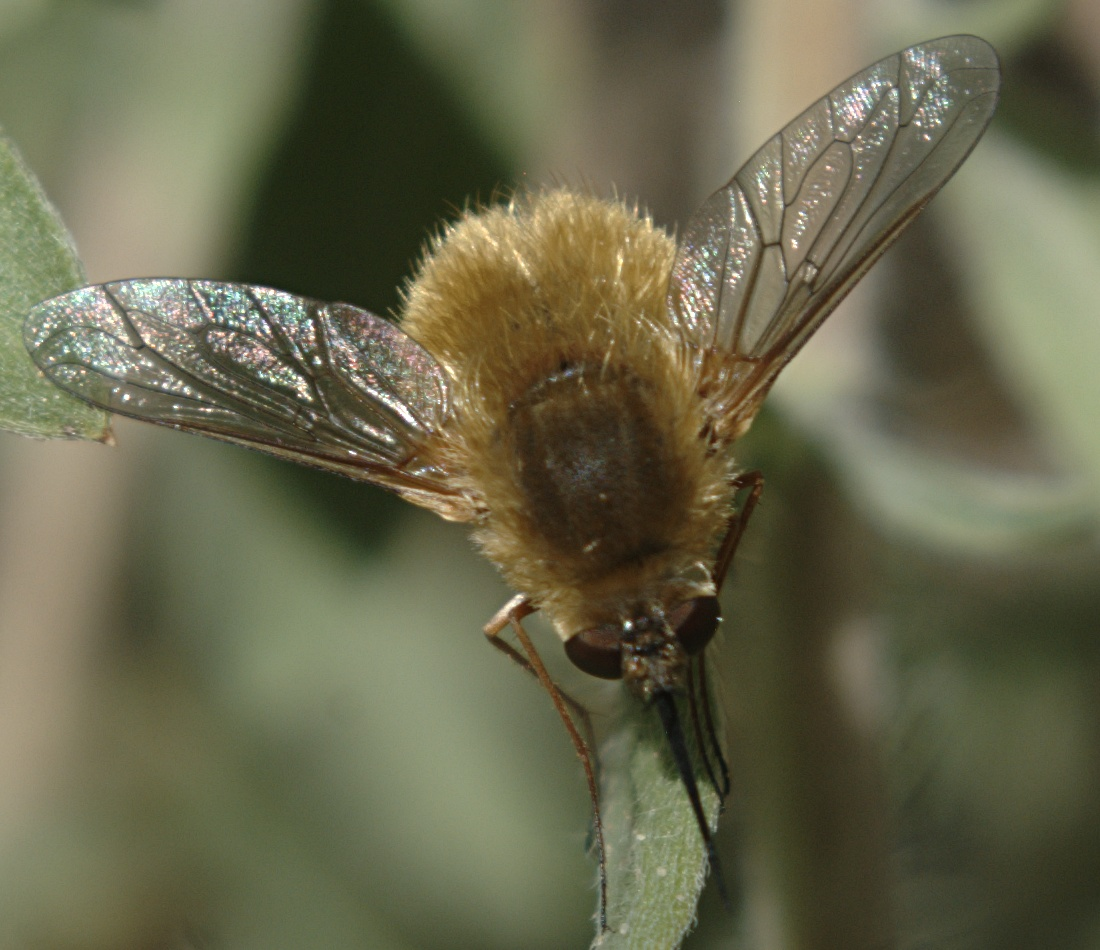
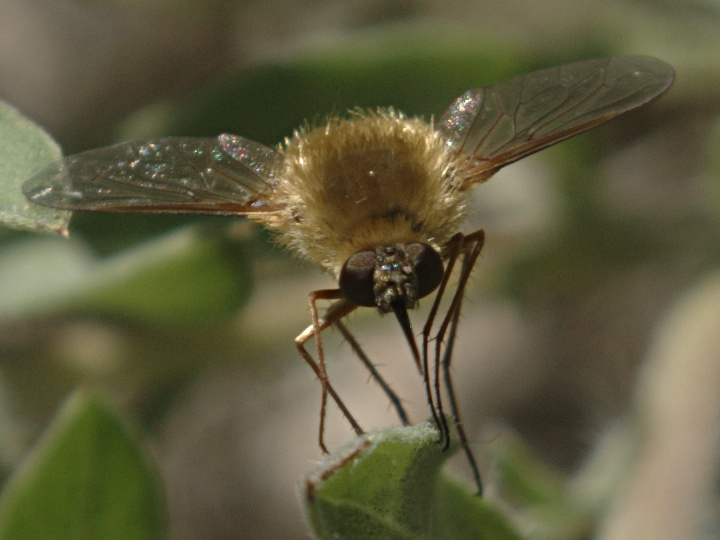

## Dottertaxa tillSystoechus, i alfabetisk ordning[1][2]
- Systoechus aberrans
- Systoechus acridophagus
- Systoechus affinis
- Systoechus albicans
- Systoechus albidus
- Systoechus albipectus
- Systoechus altivolans
- Systoechus anthophilus
- Systoechus arabicus
- Systoechus argyroleucus
- Systoechus argyropogonus
- Systoechus atriceps
- Systoechus audax
- Systoechus aureus
- Systoechus auricomatus
- Systoechus aurifacies
- Systoechus auripilus
- Systoechus aurulentus
- Systoechus austeni
- Systoechus autumanalis
- Systoechus autumnalis
- Systoechus badipennis
- Systoechus badius
- Systoechus bombycinus
- Systoechus brunnibasis
- Systoechus brunnipennis
- Systoechus candidulus
- Systoechus candidus
- Systoechus canescens
- Systoechus canicapilis
- Systoechus canipectus
- Systoechus canus
- Systoechus castanealis
- Systoechus cellularis
- Systoechus chlamydicterus
- Systoechus chrystallinus
- Systoechus claripennis
- Systoechus croceipilus
- Systoechus ctenopterus
- Systoechus damarensis
- Systoechus deceptus
- Systoechus eremophilus
- Systoechus eupogonatus
- Systoechus exiguus
- Systoechus exilipes
- Systoechus faustus
- Systoechus flavicapillis
- Systoechus flavospinosus
- Systoechus fuligineus
- Systoechus fumipennis
- Systoechus fumitinctus
- Systoechus fusciventris
- Systoechus goliath
- Systoechus gomezmenori
- Systoechus gradatus
- Systoechus grandis
- Systoechus heteropogon
- Systoechus horridus
- Systoechus inordinatus
- Systoechus kalaharicus
- Systoechus lacus
- Systoechus laevifrons
- Systoechus leoninus
- Systoechus leucostictus
- Systoechus lightfooti
- Systoechus litoralis
- Systoechus longirostris
- Systoechus lucidus
- Systoechus marshalli
- Systoechus melanpogon
- Systoechus mentiens
- Systoechus microcephalus
- Systoechus mixtus
- Systoechus montanus
- Systoechus monticolanus
- Systoechus montuosus
- Systoechus namaquensis
- Systoechus neglectus
- Systoechus nigribarbus
- Systoechus nigripes
- Systoechus nivalis
- Systoechus niveicomatus
- Systoechus oreas
- Systoechus pallidipilosus
- Systoechus pallidulus
- Systoechus phaeopterus
- Systoechus polioleucus
- Systoechus poweri
- Systoechus pumilio
- Systoechus quasiminimus
- Systoechus rhodesianus
- Systoechus robustus
- Systoechus rudebecki
- Systoechus salticola
- Systoechus scabrirostris
- Systoechus scutellaris
- Systoechus scutellatus
- Systoechus segetus
- Systoechus silvaticus
- Systoechus simplex
- Systoechus sinaiticus
- Systoechus socius
- Systoechus solitus
- Systoechus somali
- Systoechus spinithorax
- Systoechus srilankae
- Systoechus stevensoni
- Systoechus subcontiguus
- Systoechus submicans
- Systoechus subulinus
- Systoechus tesquorum
- Systoechus titan
- Systoechus transvaalensis
- Systoechus tumidifrons
- Systoechus waltoni
- Systoechus ventricosus
- Systoechus vulgaris
- Systoechus vulpinus
- Systoechus xanthoplocamus
- Systoechus xerophilus